# 2M1207 b
2 M1207 b és un objecte de massa planetària que orbita a la nana marró 2M1207, a la constel·lació del Centaure, a uns 170 anys llum de la Terra. És un dels primers exoplanetes candidats a ser observats directament (per imatges d'infrarojos). Va ser descobert l'abril de 2004 pel Very Large Telescope (VLT) a l'Observatori Paranal de Xile per un equip de l'Observatori Europeu Austral liderat per Gaël Chauvin. Es creu que és de 3 a 10 vegades la massa de Júpiter i pot orbitar 2M1207 a una distància aproximadament tan gran de la nana marró com Plutó és del Sol.

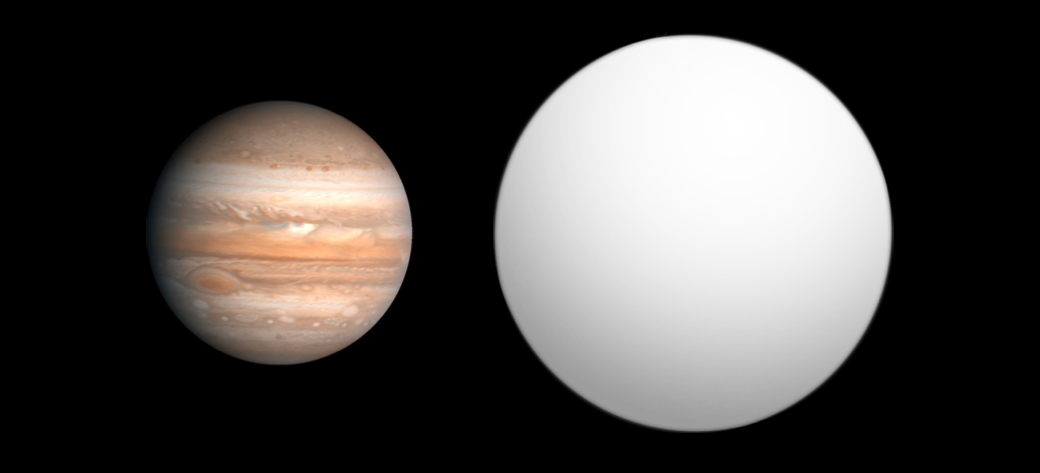
Comparació de mida entre 2M1207 b i Júpiter.

L'objecte és un gegant gasós molt calent; la temperatura superficial estimada és d'uns 1600 K (1300 °C o 2400 °F), principalment a causa de la contracció gravitacional. La seva massa està molt per sota del límit calculat per a la fusió de deuteri en nanes marrons, que són 13 masses de Júpiter. La distància projectada entre 2M1207b i la seva primària és d'unes 40 ua (similar a la distància mitjana entre Plutó i el Sol). El seu espectre infraroig indica la presència de molècules d'aigua en la seva atmosfera. L'objecte no és un candidat probable per mantenir la vida, ni en la seva superfície ni en cap satèl·lit.

## Descobriment i identificació

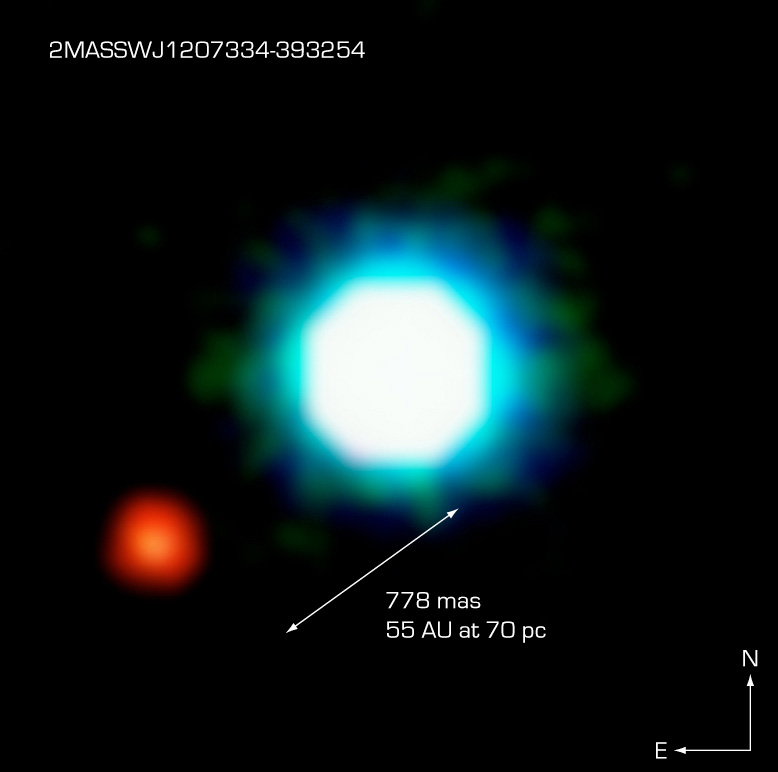
Imatge d'infraroig de 2M1207 (blau) i 2M1207b (roig). Els dos objectes estan separats per menys d'un segon d'arc en el cel de la Terra. Imatge presa amb el 8,4 m Yepun VLT de l'Observatori Europeu Austral.

2M1207b és al voltant de 100 vegades més feble que el seu company. Primer va ser vist com una «taca rogenca tènue de llum» el 2004 pel VLT. Després de l'observació inicial, hi va haver una pregunta sobre si els objectes podrien ser simplement una estrella doble, però les observacions posteriors del Telescopi espacial Hubble i el VLT han demostrat que els objectes es mouen junts i que, per tant, són un sistema binari.
Una estimació fotomètrica inicial per a la distància de 2M1207b va ser de 70 parsecs. El desembre de 2005, l'astrònom estatunidenc Eric Mamajek va informar una distància més precisa (53 ± 6 parsecs) a 2M1207b utilitzant el mètode de moviment de cúmuls. Els resultats recents de paral·laxi trigonomètric han confirmat aquesta distància de clúster en moviment, el que porta a una estimació de distància de 52,75 + 1.04 − 1.00 parsecs o 172 ± 3 anys llum.

## Propietats
Les estimacions de la massa, la mida, i la temperatura de 2M1207b són encara incertes. Tot i que l'evidència espectroscòpica és coherent amb una massa de 8 ± 2 masses de Júpiter i una temperatura superficial de 1600 ± 100 kèlvins, els models teòrics d'aquest objecte prediuen una lluminositat 10 vegades superior a l'observada. Per això, s'han proposat estimacions més baixes per a la massa i la temperatura. Alternativament, 2M1207b podria ser atenuat per un disc circumdant de pols i gas. Com una possibilitat poc probable, Mamajek i Michael Meyer han suggerit que el planeta és en realitat molt més petit, però està irradiant la calor generada per una col·lisió recent.
Tot i que la massa de 2M1207b és menor que la necessària perquè es produeixi la fusió de deuteri, unes 13 vegades la massa de Júpiter, i la imatge de 2M1207b ha estat àmpliament aclamada com la primera imatge directa d'un exoplaneta, cal preguntar-se si 2M1207b és en realitat un planeta. Algunes definicions de "planeta" requereixen que un planeta s'hagi format de la mateixa manera que ho feien els planetes del sistema solar, per acumulació secundària en un disc protoplanetari. Amb aquesta definició, si 2M1207b es va formar mitjançant el col·lapse gravitacional directe d'una nebulosa gasosa, seria una estrella subnana marró més que un planeta. Existeix un debat similar sobre la identitat de GQ Lupi b, que també va aparèixer el 2004. D'altra banda, el descobriment de casos marginals com Cha 110913-773444 —un objecte de massa planetària que sura lliurement— planteja la qüestió de si la distinció per formació és una línia divisòria fiable entre estrelles nanes marrons i planetes. A partir del 2006, el grup de treball de la Unió Astronòmica Internacional sobre planetes extrasolars va descriure 2M1207b com un «possible company de massa planetària a una nana marró».